# Dawuan Barat
Dawuan Barat is een bestuurslaag in het regentschap Karawang van de provincie West-Java, Indonesië. Dawuan Barat telt 13.591 inwoners (volkstelling 2010).